# Йохан Лудвиг (Насау-Отвайлер)
Йохан Лудвиг фон Насау-Отвайлер (на немски: Johann Ludwig Graf von Nassau-Ottweiler; * 23 май 1625, Саарбрюкен; † 9 февруари 1690, Райхелсхайм) е първият граф на Насау-Отвайлер (1659 – 1690), сеньор на Дом Насау и генерал-майор.

## Биография
Той е вторият син на граф Вилхелм Лудвиг фон Насау-Саарбрюкен (1590 – 1640) и съпругата му маркграфиня Анна Амалия фон Баден-Дурлах (1595 – 1651), дъщеря на маркграф Георг Фридрих фон Баден-Дурлах.
На 16 юни 1635 г. цялата фамилия бяга в свободния имперски град Мец. Баща му умира на 22 август 1640 г. в Мец. През 1643 г. майка му се мести с децата си отново в Саарбрюкен.
Йохан Лудвиг следва в университета Сомюр. След смъртта на майка му през 1651 г. той поема управлението на Насау-Саарбрюкен и Насау-Узинген и става опекун на двамата си още малолетни братя. През 1656 г. започва военна служба във френската войска. Участва в Испанско-френската война (1635 – 1659) и попада в плен.
На 31 март 1659 г. тримата братя поделят територията. Йохан Лудвиг получава Отвайлер, Густав Адолф (1632 – 1677) получава Саарбрюкен, а Валрад (1635 – 1702) получава Узинген.

## Фамилия
Йохан Лудвиг се жени на 6 октомври 1649 г. в Бишвайлер за Доротея Катарина (1634 – 1715), дъщеря на пфалцграф Христиан I фон Пфалц-Биркенфелд-Бишвайлер и Магдалена Катарина фон Пфалц-Цвайбрюкен-Вителсбах. Двамата имат децата:
- Христиан Лудвиг (*/† 1650)
- Фридрих Лудвиг (1651 – 1728)

∞ 28 юли 1680 графиня Христиана фон Алефелд (1659 – 1695)
∞ 27 септември 1697 графиня Луиза София фон Ханау-Лихтенберг (1662 – 1751)
- Анна Катарина (1653 – 1731), ∞ 1671 Йохан Филип фон Салм-Даун, вилд и рейнграф цу Даун, граф цу Салм (1645 – 1693)
- Валрад (1656 – 1705)
- Карл Зигфрид (1659 – 1679)
- Лудвиг (1661 – 1699), ∞ 9 април 1694 графиня Амалия Луиза фон Хорнес (1665 – 1728)
- Луиза (1662 – 1741), неомъжена
- Мориц (1664 – 1666)